# Drábsko
Drábsko este o comună slovacă, aflată în districtul Brezno din regiunea Banská Bystrica. Localitatea se află la altitudinea de 960 m deasupra n.m., se întinde pe o suprafață de 4,77 km2 și în 2017 număra 201 locuitori.

## Istoric
Localitatea Drábsko este atestată documentar din 1566.

## Demografie
| An:                | 1994 | 2004    | 2014    | 2024    |
| ------------------ | ---- | ------- | ------- | ------- |
| Număr de persoane: | 274  | 246     | 209     | 156     |
| Diferență:         |      | −10,21% | −15,04% | −25,35% |

| An:                | 2023 | 2024   |
| ------------------ | ---- | ------ |
| Număr de persoane: | 161  | 156    |
| Diferență:         |      | −3,10% |